# Mojský grúň
Mojský grúň (1525 m) – wzniesienie w Krywańskiej części Małej Fatry w Karpatach Zachodnich na Słowacji. Jest to mało wybitne wypiętrzenie w południowo-wschodnim grzbiecie Małego Krywania. Grzbiet ten oddziela wąwóz   Tiesňavy od doliny potoku Studenec.
Szczytowe partie i górna część stoków jest trawiasta. Nie jest to jednak naturalne piętro halne, lecz pozostałości dawnej hali pasterskiej, która powstała przez wyrąbanie kosodrzewiny. Po zaprzestaniu wypasu trawiaste tereny stopniowo zarastają kosodrzewiną.